# Pjinmana

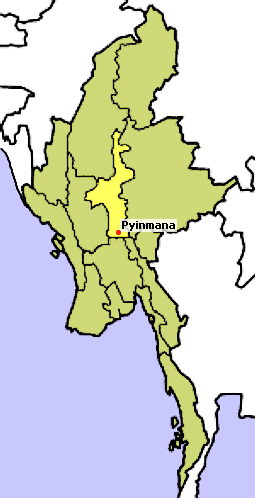
Poloha Pjinmany v Myanmaru

Pjinmana (počet obyvatel: 100 000 (2006)) je město v centrální části Myanmaru. Armáda, která v zemi vládne, se rozhodla přestěhovat státní orgány z Rangúnu do administrativního městečka Neipyijto, založeného teprve v roce 2005, 3 kilometry na západ od Pjinmany a 320 kilometrů na sever od Rangúnu.
Důvody přesunu nejsou známy, mohla to zapříčinit poloha Pjinmany v centru Myanmaru zajišťující lepší spojení se zbytkem země nebo obavy myanmarské vlády, že by z Rangúnu, který leží na pobřeží, mohla propuknout severoamerická invaze.